# Cristóbal Acosta Páez
Cristóbal Acosta Páez (Puerto Cabello, Venezuela-Cuba, abril de 1874), fue un militar venezolano del siglo XIX. Fue General de Brigada del Ejército Mambí.

## Orígenes y primeros años
Poco se conoce de la vida de Cristóbal Acosta Páez. Nació en Puerto Cabello, estado Carabobo, Venezuela, en fecha desconocida. 
De profesión, fue maestro y, posteriormente, se unió al ejército de su país durante la Guerra Federal. 
Se estableció en Cuba antes de 1868. El 10 de octubre de ese año, ocurrió el Grito de Yara, que dio inicio a la Guerra de los Diez Años (1868-1878), la primera guerra por la independencia de Cuba. 

## Guerra de los Diez Años
Acosta se levantó en armas en Soroa, Pinar del Río, junto a su primo, el también venezolano José María Aurrecoechea Irigoyen, pero el alzamiento resultó frustrado. Esto ocurrió en febrero de 1869. 
Tras esto, Acosta y Aurrecoechea se exilian en Nueva York, Estados Unidos. En esa ciudad, se vinculan a los cubanos y extranjeros que preparaban expediciones para ir a Cuba como refuerzo para los independentistas cubanos. 
Desembarcan en Cuba por la Bahía de Nipe, el 11 de mayo de 1869, en la expedición del vapor “Perrit”. Tras un primer combate, logran unirse a las fuerzas cubanas. Ascendido a General de Brigada (Brigadier), Acosta fue nombrado jefe de Sancti Spíritus, en septiembre de ese año, siendo destituido tres meses después. 
Su primo, el Brigadier José María Aurrecoechea, fue fusilado por el enemigo en las afueras de la ciudad de Holguín, el 11 de diciembre de 1870, a la edad de 28 años. 
Fue puesto bajo las órdenes del Mayor general cubano Ignacio Agramonte. Subordinado a éste, se desempeñó como jefe de la Brigada Norte y segundo jefe de la División de Camagüey, hasta marzo de 1873, poco antes de la muerte de Agramonte. 
El Brigadier Acosta se opuso firmemente a la destitución del primer presidente de la República de Cuba en Armas, Carlos Manuel de Céspedes y se insubordinó a su sucesor, el segundo presidente, Salvador Cisneros Betancourt. 
Combatió en la Batallas de Naranjo-Mojacasabe, en febrero de 1874, bajo las órdenes del Mayor general Máximo Gómez, destacándose en ésta. Sin embargo, el Brigadier Acosta, por indisciplinas, fue declarado desertor poco después.

## Muerte
El General de Brigada venezolano Cristóbal Acosta Páez murió en abril de 1874. Existen versiones diferentes sobre la forma en la que murió. 
Algunas fuentes afirman que fue fusilado por los cubanos (había sido declarado desertor poco antes) y otras que fue muerto por los españoles, ya sea fusilado o en combate. 
Sin embargo, en el escalafón del Ejército Libertador cubano aparece como “muerto por el enemigo”.